# Magnificat (Lassus)
Orlande de Lassus compôs, em variações, 110 versções do Magnificat.
Magnificat (também conhecida como Canção de Maria ou Canto de Maria) é um cântico entoado (ou recitado) frequentemente na liturgia dos serviços eclesiásticos cristãos. O texto do cântico vem diretamente do Evangelho segundo Lucas (Lucas 1:46–55), onde é recitado pela Virgem Maria por ocasião da Visitação a sua prima Isabel. Na narrativa, após Maria saudar Isabel, que está grávida de João Batista, a criança se mexe dentro do útero de Isabel. Quando esta louva Maria por sua fé, Maria entoa o Magnificat como resposta.

## Magnificasts de Lassus
As peças foram compostas entre 	1567 e 1594.
Band 13 (BA 4193)
- 1. Primi toni[4].
- 2. Secundi toni[5].
- 3. Tertii toni
- 4. Quarti toni
- 5. Quinti toni
- 6. Sexti toni
- 7. Septimi toni
- 8. Octavi toni
- 9. Primi toni
- 10. Secundi toni
- 11. Tertii toni
- 12. Quarti toni
- 13. Quinti toni
- 14. Sexti toni
- 15. Septimi toni
- 16. Octavi toni
- 17. Primi toni
- 18. Secundi toni
- 19. Tertii toni
- 20. Quarti toni
- 21. Quinti toni
- 22. Sexti toni
- 23. Septimi toni
- 24. Octavi toni

Band 14 (BA 4195)
- 25. Primi toni
- 26. Secundi toni
- 27. Tertii toni
- 28. Quarti toni
- 29. Quinti toni
- 30. Sexti toni
- 31. Septimi toni
- 32. Octavi toni
- 33. Primi toni
- 34. Ancor che col partire [quarti toni]
- 35. Sexti toni
- 36. Septimi toni
- 37. Si par souhait je vous [primi toni]
- 38. Il est jour [secundi toni]
- 39. Quanti in mille anni il ciel [secundi toni]
- 40. Dessus le marché d’Arras [primi toni]
- 41. Susanne un jour [primi toni]
- 42. Deus in adjutorium meum intende [septimi (?peregrini) toni]
- 43. Ecco ch’io lasso il core [secundi toni]
- 44. Omnis enim homo [primi toni]
- 45. Amor ecco colei [septimi toni]
- 46. Quando lieta sperai [quarti toni]
- 47. Aria di un sonetto [octavi toni]
- 48. Mort et fortune [tertii et octavi toni]
- 49. Mais qui pourroit [secundi toni]

Band 15 (BA 4196)
- 50. O s’io potessi [secundi toni]
- 51. Secundi toni
- 52. Quarti toni (i)
- 53. Sexti toni (i)
- 54. Sexti toni (ii)
- 55. Septimi toni (i)
- 56. Octavi toni (i)
- 57. Las je n’iray plus [secundi toni]
- 58. Ultimi miei sospiri [secundi toni]
- 59. Tant vous allez doux [sexti toni]
- 60. Hélas j’ai sans merci [septimi toni]
- 61. S’io esca vivo [septimi toni]
- 62. Octavi toni
- 63. Quarti toni
- 64. Septimi toni
- 65. Octavi toni (i)
- 66. Omnis homo primum bonum vinum ponit [?sexti toni]
- 67. Sexti toni
- 68. Dies est lætitia [sexti toni]
- 69. Benedicta es, cælorum regina [octavi toni]
- 70. Præter rerum seriem [secundi toni]

Band 16 (BA 4197)
- 71. Primi toni (Octo tonorum (ii))
- 72. Secundi toni (Octo tonorum (ii))
- 73. Tertii toni (Octo tonorum (ii))
- 74. Quarti toni (Octo tonorum (ii))
- 75. Quinti toni (Octo tonorum (ii))
- 76. Sexti toni (Octo tonorum (ii))
- 77. Septimi toni (Octo tonorum (ii))
- 78. Octavi toni (Octo tonorum (ii))
- 79. Primi toni (i)
- 80. Vergine bella [primi toni]
- 81. Dalle belle contrade [sexti toni]
- 82. Recordare Jesu pie [septimi toni]
- 83. Margot labouréz les vignes [septimi toni]
- 84. Alma real se come fide stella [octavi toni]
- 85. O che vezzosa aurora [secundi toni]
- 86. D’ogni gratia e d’amor [septimi toni]
- 87. Perpulchrum septimi toni
- 88. S’io credessi per morte [tertii toni]
- 89. Beau le cristal [sexti toni]
- 90. Pange lingua gloriosi [septimi toni]
- 91. Primi toni (ii)
- 92. Vous perdez temps [septimi toni]

Band 17 (BA 4198)
- 93. Vola vola pensier (Aeria a la italiana) [octavi toni]
- 94. Quinti toni
- 95. Octavi toni (i)
- 96. Quarti toni (ii)
- 97. Erano capei d’oro [septimi toni]
- 98. Secundi toni
- 99. Si vous estes m’amie [sexti toni]
- 100. Memor esto [secundi toni]
- 101. Aurora lucis rutilat [octavi toni]
- 102. Septimi toni
- 103. Primi toni
- 104. Secundi toni
- 105. Tertii toni
- 106. Quarti toni
- 107. Quinti toni
- 108. Sexti toni
- 109. Septimi toni
- 110. Octavi toni